# Pseudorhysipolis fuscapicalis
Pseudorhysipolis fuscapicalis är en stekelart som beskrevs av Van Achterberg 2002. Pseudorhysipolis fuscapicalis ingår i släktet Pseudorhysipolis och familjen bracksteklar. Inga underarter finns listade i Catalogue of Life.